# Singoli al numero uno nella Billboard Hot 100 nel 2017

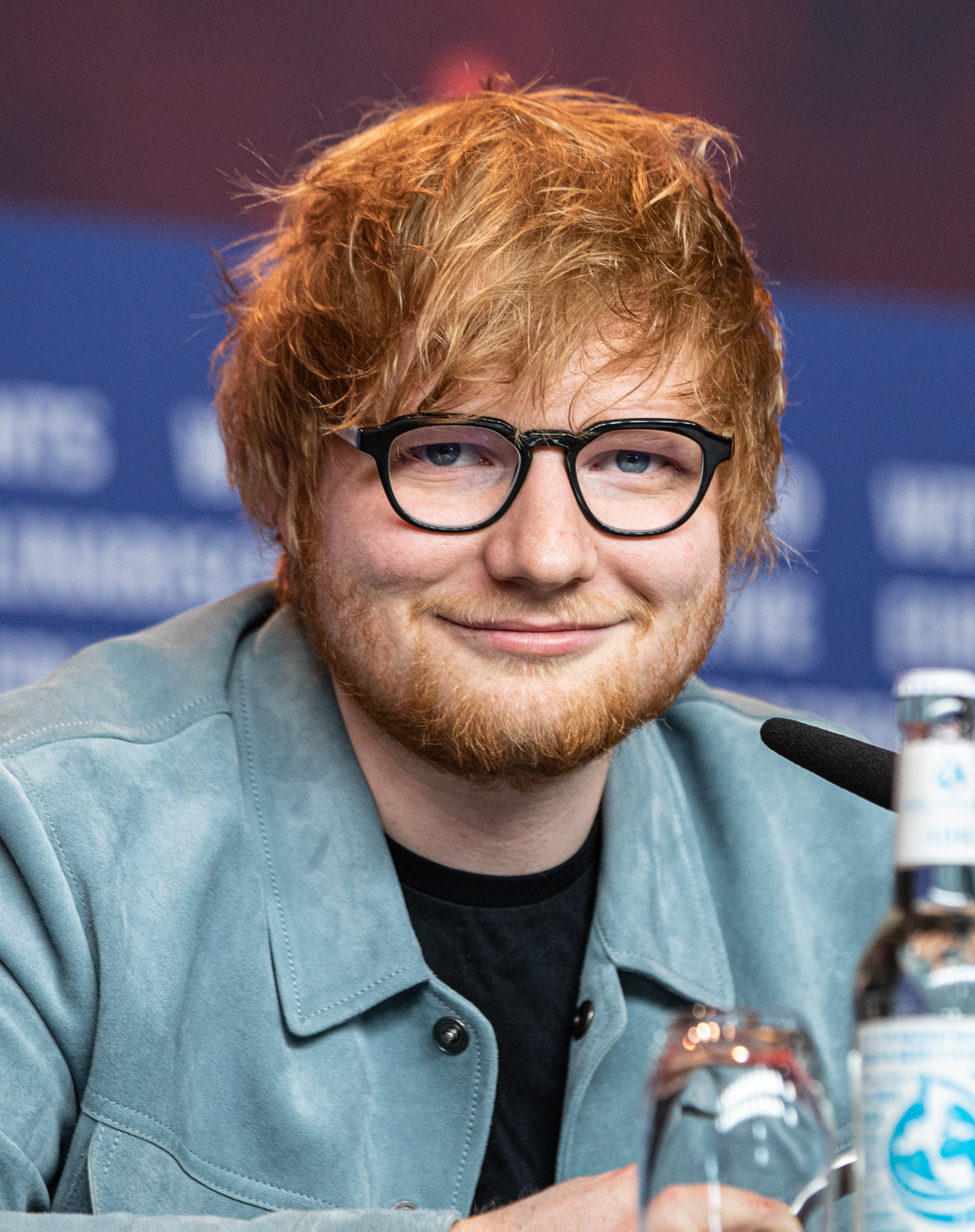
Ed Sheeran ha ottenuto due numero con Shape of You e Perfect. Shape of You si è inoltre posizionata anche in vetta alla Billboard Year-End Hot 100 del 2017.

Di seguito è proposta la lista dei singoli al numero uno nella Billboard Hot 100 nel 2017.
La Billboard Hot 100 è una classifica dei singoli più venduti negli Stati Uniti d'America redatta dal magazine Billboard e stilata sulla base dei dati di vendita calcolati non solo sugli album venduti "fisicamente", ma anche sulle vendite digitali, sui passaggi in radio, sui numeri di streaming e dalle visualizzazioni settimanali dei video su YouTube.

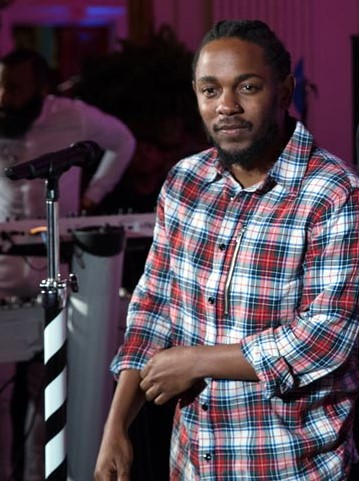
Kendrick Lamar ha ottenuto la sua prima numero uno in classifica grazie a Humble.

Durante il 2017 sono stati undici i singoli a raggiungere la vetta della classifica, ai quali si aggiunge Black Beatles, dei Rae Sremmurd in collaborazione con Gucci Mane, che aveva raggiunto la prima posizione nel 2016. Di queste undici numero uno, sei sono state delle collaborazioni tra più artisti. In totale, invece, sono stati diciannove gli artisti ad avere un singolo in prima posizione, dei quali dodici — i Daft Punk, i Migos, Lil Uzi Vert, Ed Sheeran, DJ Khaled, Quavo, Chance the Rapper, Luis Fonsi, Daddy Yankee, Cardi B, Post Malone e 21 Savage — hanno ottenuto la loro prima numero uno della carriera.
Despacito di Luis Fonsi e Daddy Yankee, nella sua versione remix con Justin Bieber, è rimasto stazionario in vetta alla classifica per 16 settimane consecutive, eguagliando il record di Mariah Carey e i Boyz II Men con One Sweet Day raggiunto tra il 1995-1996 per la maggior permanenza alla prima posizione nella storia della Hot 100. In seguito, nel 2019, il record sarà infranto da Old Town Road, del rapper Lil Nas X, che rimarrà in cima alla classifica per ben 19 settimane consecutive. Nonostante ciò, la canzone con le migliori prestazioni del 2018, sulla base degli indicatori utilizzati da Billboard, è stata Shape of You di Ed Sheeran, che ha raggiunto anche la vetta della classifica di fine anno Billboard Year-End Hot 100.
Durante il 2018 due canzoni hanno debuttato direttamente al gradino più alto della classifica, ovvero Shape of You di Ed Sheeran e I'm the One di DJ Khaled in collaborazione con Justin Bieber, Quavo, Chance the Rapper e Lil Wayne. Inoltre, Ed Sheeran e Justin Bieber sono stati gli unici due artisti ad avere più di una numero uno nell'anno di classifica.

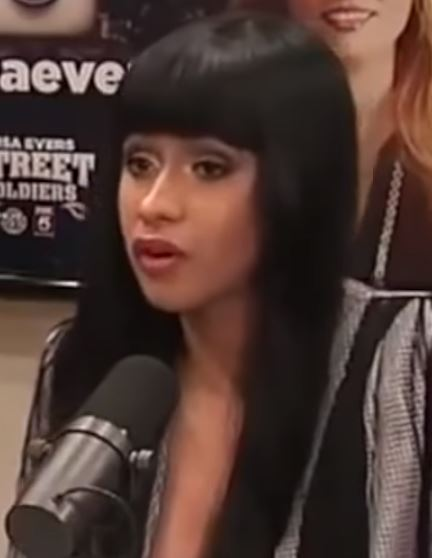
Cardi B è diventata la prima rapper donna solista a raggiungere la vetta della classifica, con Bodak Yellow, da Doo Wop (That Thing) (1998) di Lauryn Hill.

## Hot 100

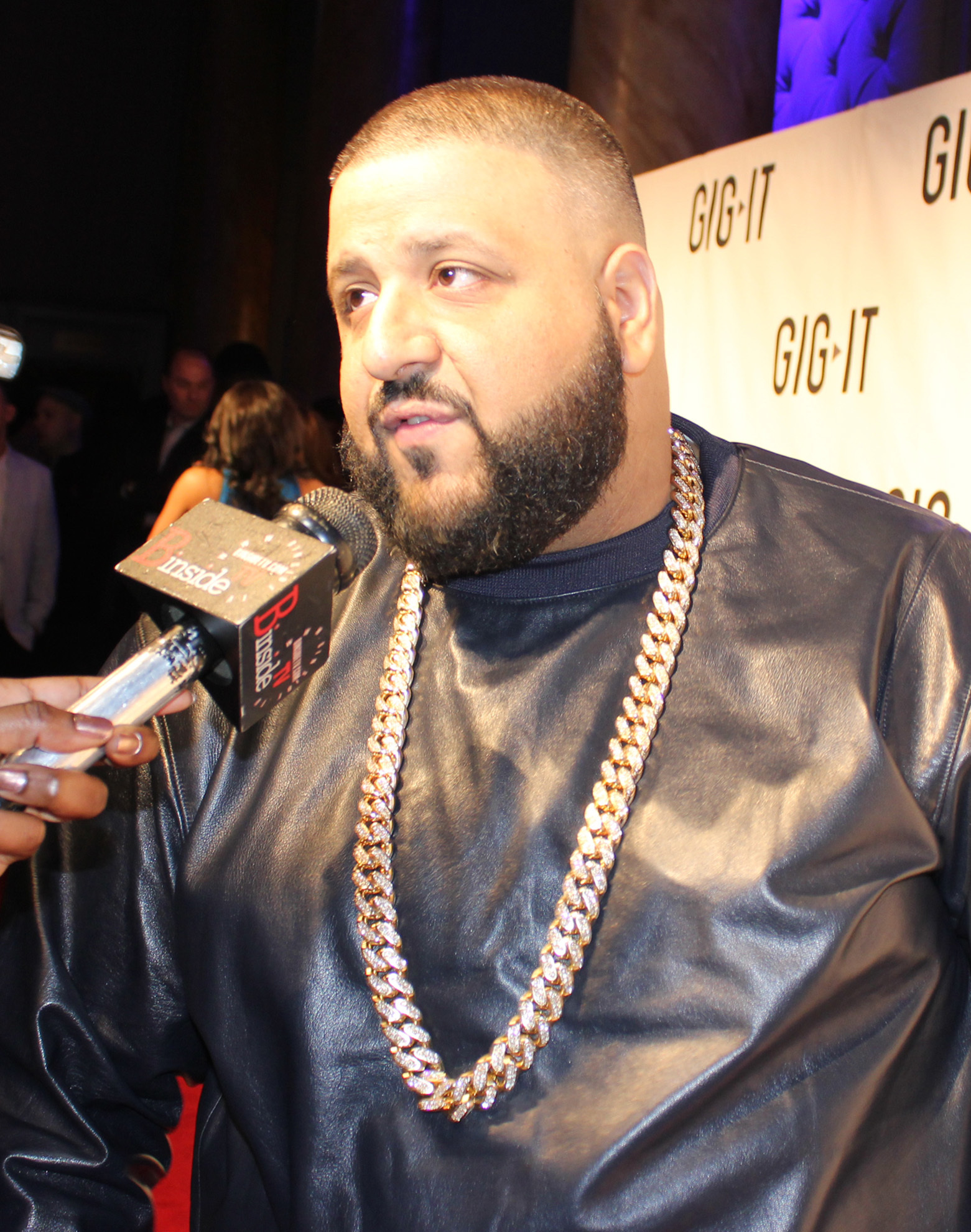
I'm the One di DJ Khaled è diventata la ventottesima canzone a debuttare direttamente alla prima posizione della classifica, e la terza collaborazione a riuscirci

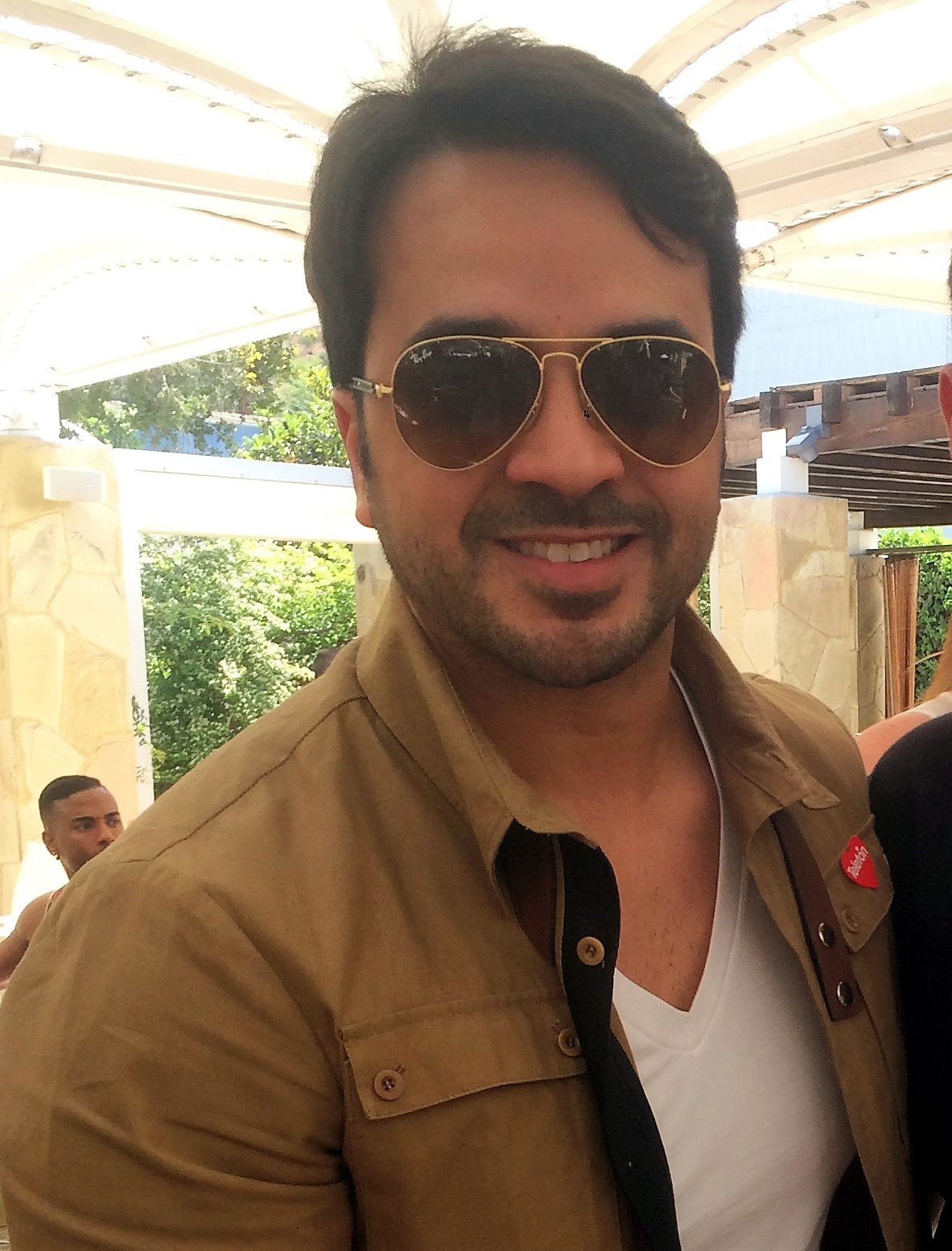
Despacito del cantante Luis Fonsi è diventata la prima canzone in lingua straniera a raggiungere la cima dal 1996.

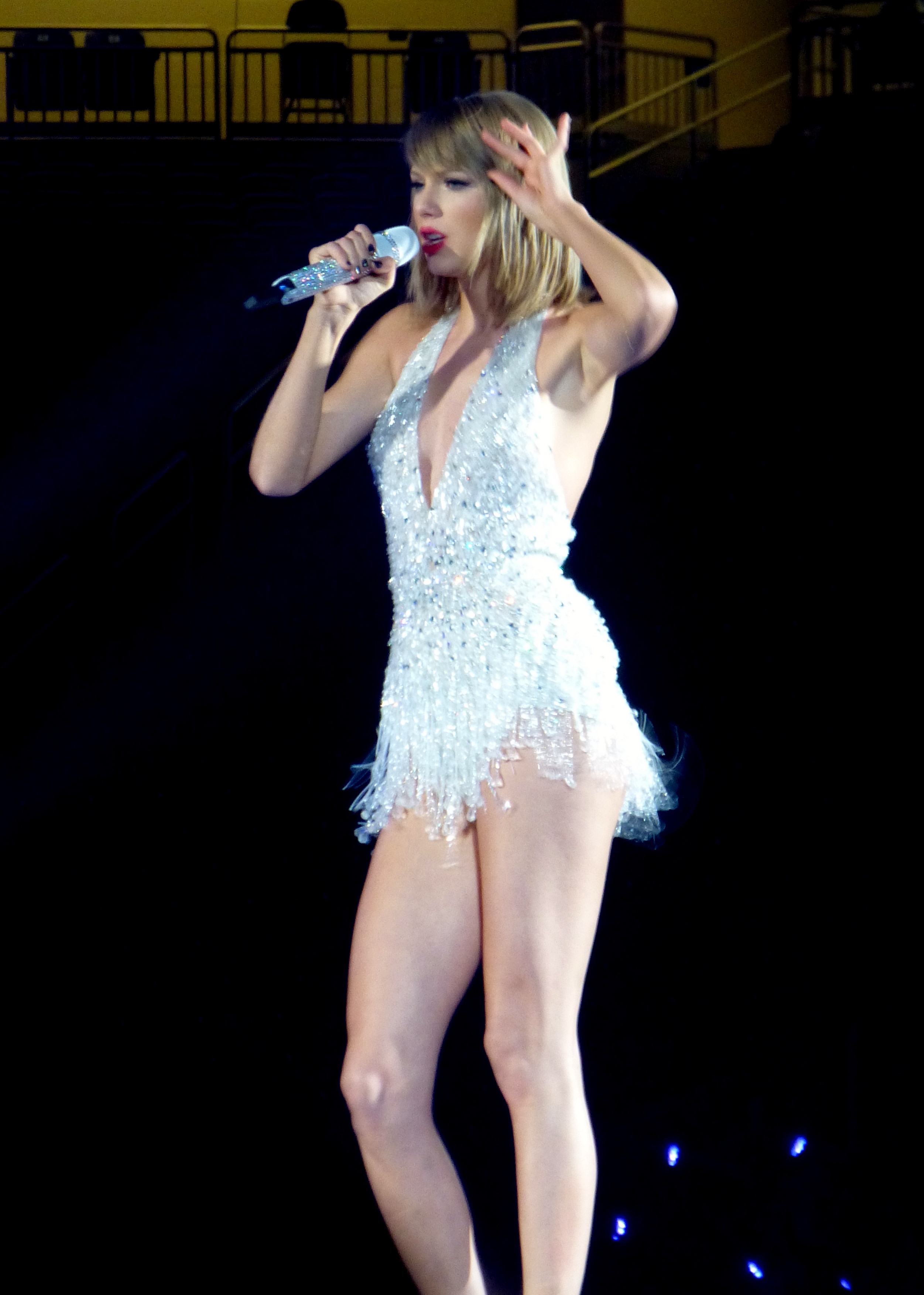
Taylor Swift ha collezionato la sua quinta numero uno grazie a Look What You Made Me Do.

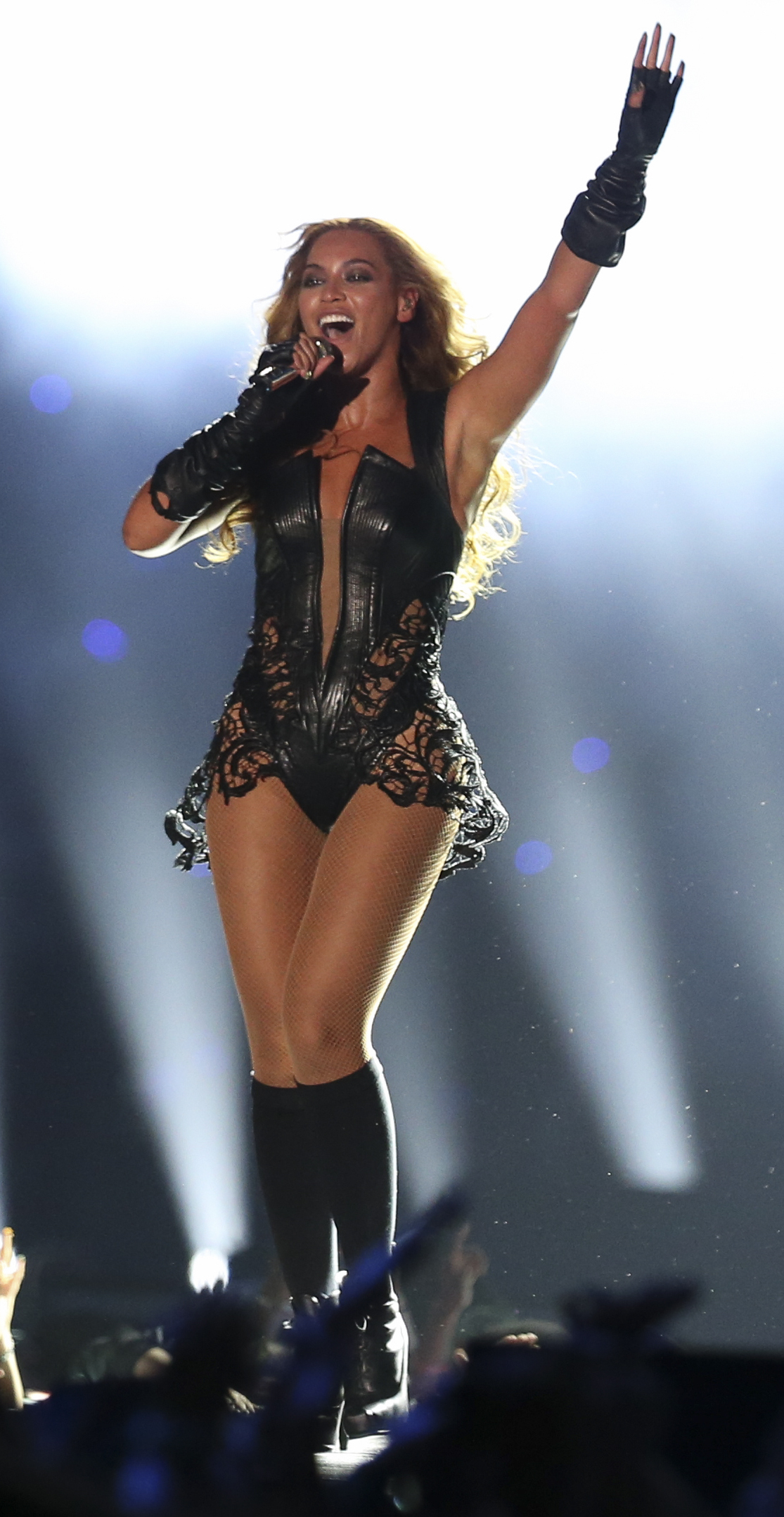
Beyoncé ha accumulato la sua sesta numero uno grazie a Perfect con Ed Sheeran.

| † | Indica la canzone con le migliori prestazioni del 2017 |

| Data         | Brano                    | Artista                                                             | Totale settimane al numero 1 | Fonti         |
| ------------ | ------------------------ | ------------------------------------------------------------------- | ---------------------------- | ------------- |
| 7 gennaio    | Starboy                  | The Weeknd feat. Daft Punk                                          | 1                            | [ 2 ]         |
| 14 gennaio   | Black Beatles            | Rae Sremmurd feat. Gucci Mane                                       | 7                            | [ 3 ]         |
| 21 gennaio   | Bad and Boujee           | Migos feat. Lil Uzi Vert                                            | 3                            | [ 4 ]         |
| 28 gennaio   | Shape of You †           | Ed Sheeran                                                          | 12                           | [ 5 ]         |
| 4 febbraio   | Bad and Boujee           | Migos feat. Lil Uzi Vert                                            | 3                            | [ 6 ]         |
| 11 febbraio  | Bad and Boujee           | Migos feat. Lil Uzi Vert                                            | 3                            | [ 7 ]         |
| 18 febbraio  | Shape of You †           | Ed Sheeran                                                          | 12                           | [ 8 ]         |
| 25 febbraio  | Shape of You †           | Ed Sheeran                                                          | 12                           | [ 9 ]         |
| 4 marzo      | Shape of You †           | Ed Sheeran                                                          | 12                           | [ 10 ]        |
| 11 marzo     | Shape of You †           | Ed Sheeran                                                          | 12                           | [ 11 ]        |
| 18 marzo     | Shape of You †           | Ed Sheeran                                                          | 12                           | [ 12 ]        |
| 25 marzo     | Shape of You †           | Ed Sheeran                                                          | 12                           | [ 13 ]        |
| 1 aprile     | Shape of You †           | Ed Sheeran                                                          | 12                           | [ 14 ]        |
| 8 aprile     | Shape of You †           | Ed Sheeran                                                          | 12                           | [ 15 ]        |
| 15 aprile    | Shape of You †           | Ed Sheeran                                                          | 12                           | [ 16 ]        |
| 22 aprile    | Shape of You †           | Ed Sheeran                                                          | 12                           | [ 17 ]        |
| 29 aprile    | Shape of You †           | Ed Sheeran                                                          | 12                           | [ 18 ]        |
| 6 maggio     | Humble                   | Kendrick Lamar                                                      | 1                            | [ 19 ]        |
| 13 maggio    | That's What I Like       | Bruno Mars                                                          | 1                            | [ 20 ]        |
| 20 maggio    | I'm The One              | DJ Khaled feat. Justin Bieber, Quavo, Chance The Rapper & Lil Wayne | 1                            | [ 21 ]        |
| 27 maggio    | Despacito                | Luis Fonsi & Daddy Yankee feat. Justin Bieber                       | 16                           | [ 22 ]        |
| 3 giugno     | Despacito                | Luis Fonsi & Daddy Yankee feat. Justin Bieber                       | 16                           | [ 23 ]        |
| 10 giugno    | Despacito                | Luis Fonsi & Daddy Yankee feat. Justin Bieber                       | 16                           | [ 24 ]        |
| 17 giugno    | Despacito                | Luis Fonsi & Daddy Yankee feat. Justin Bieber                       | 16                           | [ 25 ]        |
| 24 giugno    | Despacito                | Luis Fonsi & Daddy Yankee feat. Justin Bieber                       | 16                           | [ 26 ]        |
| 1 luglio     | Despacito                | Luis Fonsi & Daddy Yankee feat. Justin Bieber                       | 16                           | [ 27 ]        |
| 8 luglio     | Despacito                | Luis Fonsi & Daddy Yankee feat. Justin Bieber                       | 16                           | [ 28 ]        |
| 15 luglio    | Despacito                | Luis Fonsi & Daddy Yankee feat. Justin Bieber                       | 16                           | [ 29 ]        |
| 22 luglio    | Despacito                | Luis Fonsi & Daddy Yankee feat. Justin Bieber                       | 16                           | [ 30 ]        |
| 29 luglio    | Despacito                | Luis Fonsi & Daddy Yankee feat. Justin Bieber                       | 16                           | [ 31 ]        |
| 5 agosto     | Despacito                | Luis Fonsi & Daddy Yankee feat. Justin Bieber                       | 16                           | [ 32 ]        |
| 12 agosto    | Despacito                | Luis Fonsi & Daddy Yankee feat. Justin Bieber                       | 16                           | [ 33 ]        |
| 19 agosto    | Despacito                | Luis Fonsi & Daddy Yankee feat. Justin Bieber                       | 16                           | [ 34 ]        |
| 26 agosto    | Despacito                | Luis Fonsi & Daddy Yankee feat. Justin Bieber                       | 16                           | [ 35 ]        |
| 2 settembre  | Despacito                | Luis Fonsi & Daddy Yankee feat. Justin Bieber                       | 16                           | [ 36 ]        |
| 9 settembre  | Despacito                | Luis Fonsi & Daddy Yankee feat. Justin Bieber                       | 16                           | [ 37 ]        |
| 16 settembre | Look What You Made Me Do | Taylor Swift                                                        | 3                            | [ 38 ]        |
| 23 settembre | Look What You Made Me Do | Taylor Swift                                                        | 3                            | [ 39 ]        |
| 30 settembre | Look What You Made Me Do | Taylor Swift                                                        | 3                            | [ 40 ] [ 41 ] |
| 7 ottobre    | Bodak Yellow             | Cardi B                                                             | 3                            | [ 42 ] [ 43 ] |
| 14 ottobre   | Bodak Yellow             | Cardi B                                                             | 3                            | [ 44 ] [ 45 ] |
| 21 ottobre   | Bodak Yellow             | Cardi B                                                             | 3                            | [ 46 ] [ 47 ] |
| 28 ottobre   | Rockstar                 | Post Malone feat. 21 Savage                                         | 8                            | [ 48 ] [ 49 ] |
| 4 novembre   | Rockstar                 | Post Malone feat. 21 Savage                                         | 8                            | [ 50 ] [ 51 ] |
| 11 novembre  | Rockstar                 | Post Malone feat. 21 Savage                                         | 8                            | [ 52 ] [ 53 ] |
| 18 novembre  | Rockstar                 | Post Malone feat. 21 Savage                                         | 8                            | [ 54 ] [ 55 ] |
| 25 novembre  | Rockstar                 | Post Malone feat. 21 Savage                                         | 8                            | [ 56 ] [ 57 ] |
| 2 dicembre   | Rockstar                 | Post Malone feat. 21 Savage                                         | 8                            | [ 58 ] [ 59 ] |
| 9 dicembre   | Rockstar                 | Post Malone feat. 21 Savage                                         | 8                            | [ 60 ] [ 61 ] |
| 16 dicembre  | Rockstar                 | Post Malone feat. 21 Savage                                         | 8                            | [ 62 ] [ 63 ] |
| 23 dicembre  | Perfect Duet             | Ed Sheeran & Beyonce                                                | 6                            | [ 64 ] [ 65 ] |
| 30 dicembre  | Perfect Duet             | Ed Sheeran & Beyonce                                                | 6                            | [ 66 ] [ 67 ] |

Note:
1. ↑  Ha raggiunto la numero uno anche nel 2016
2. ↑  Ha raggiunto la numero uno anche nel 2018

## Top 10 Year-End 2017
Alla fine di ogni anno, Billboard pubblica una lista delle 100 canzoni che hanno avuto più successo nella Hot 100 durante l'anno di riferimento. Il periodo di riferimento non equivale a tutte le 52 settimane dell'anno ma, per il 2017, sono stati presi in considerazione i dati del periodo compreso tra il 3 dicembre 2016 e il 25 novembre 2017. La classifica di fine anno Year-End 2017 è stata pubblicata il 11 dicembre 2017. Di seguito sono proposte le prime 10 posizioni della classifica di fine anno.
| #  | Brano                    | Artista/i                                     | Posizione massima | Fonti  |
| -- | ------------------------ | --------------------------------------------- | ----------------- | ------ |
| 1  | Shape of You             | Ed Sheeran                                    | 1                 | [ 68 ] |
| 2  | Despacito (Remix)        | Luis Fonsi & Daddy Yankee feat. Justin Bieber | 1                 | [ 68 ] |
| 3  | That's What I Like       | Bruno Mars                                    | 1                 | [ 68 ] |
| 4  | Humble                   | Kendrick Lamar                                | 1                 | [ 68 ] |
| 5  | Something Just Like This | The Chainsmokers & Coldplay                   | 3                 | [ 68 ] |
| 6  | Bad and Boujee           | Migos feat. Lil Uzi Vert                      | 1                 | [ 68 ] |
| 7  | Closer                   | The Chainsmokers feat. Halsey                 | 1                 | [ 68 ] |
| 8  | Body Like a Back Road    | Sam Hunt                                      | 6                 | [ 68 ] |
| 9  | Believer                 | Imagine Dragons                               | 4                 | [ 68 ] |
| 10 | Congratulations          | Post Malone feat. Quavo                       | 8                 | [ 68 ] |